# The Art Newspaper
The Art Newspaper — международная газета, посвящённая мировым новостям искусства. Издается на английском, русском, французском, итальянском, греческом и китайском языках. Тираж изданий на различных языках — от 6000 до 50 000 экземпляров, за исключением китайского издания с тиражом более 1 млн экземпляров в месяц.

## Франшиза
Издание основано в 1983 году итальянцем Умберто Алеманди. Главный офис издания располагается в Лондоне, дополнительный офис располагается в Нью-Йорке. Располагает штатом журналистов в более чем 20 странах мира. Изначально издавалась на английском языке.
Стиль и концепция The Art Newspaper — новостная подача информации об искусстве. Главные акценты ставятся на фактах и мнениях экспертов. Политика The Art Newspaper — распространить понятный всем газетный подход к миру искусства. Реализуется, как правило, в крупных книжных магазинах, музеях и картинных галереях, также распространяется почтой по стандартной подписке.
На сегодняшний день существуют англо-американская «The Art Newspaper», итальянская «Il Giornale dell’Arte», французская «Le Journal des Arts», российская «The Art Newspaper Russia», греческая «Ta Nea Ti s Technis» и китайская The Art Newspaper China. В Испании в течение нескольких лет выходила «El Periodico del Arte».
В 2011 году российская предпринимательница и меценат Инна Баженова создала российскую локализацию газеты, вскоре после этого она приобрела международную компанию The Art Newspaper. Баженова владела холдингом до 2023 года, когда она продала его китайской компании AMTD Group.

### Страны
1. The Art Newspaper (1990, Лондон, Нью-Йорк)
2. The Art Newspaper Russia (2012[6], Москва)
3. The Art Newspaper China (2013[7], Пекин)
4. The Art Newspaper France (2018, Париж). Онлайн-издание The Art Newspaper Daily, слияние Le Journal des Arts (основан в 1994)
5. The Art Newspaper Israel (2019, Тель-Авив)
6. Ta Nea tis Technis (Греция)
7. Il Giornale dell’Arte (Италия)

## Российское издание

### О газете
Выходит на русском языке с апреля 2012 года ежемесячно; восемь обычных, объёмом 64 полосы, и два сдвоенных (июль — август, декабрь — январь), объёмом 72 полосы, выпусков в год. Главный редактор «The Art Newspaper Russia» — Милена Орлова. Задача «The Art Newspaper Russia» — освещение главных новостей и важнейших событий, касающихся юридических, маркетинговых, политических и экономических аспектов художественной жизни.
The Art Newspaper Russia издаётся тиражом 50 тысяч экземпляров по лицензии Umberto Allemandi Publishing Ltd: The Art Newspaper Инной Баженовой, предпринимателем и коллекционером западноевропейского и русского искусства XIX—XX веков.
Макет «The Art Newspaper Russia» сделан специально для российского издания известным дизайнером Дмитрием Барбанелем. Российское издание связано прежде всего с английской «The Art Newspaper», базирующейся в Лондоне и Нью-Йорке и выходящей с 1990 года.
Издательница в 2011—2023 годах — Инна Баженова, с 2023 года — Ольга Ярутина.

### Премия «The Art Newspaper Russia»

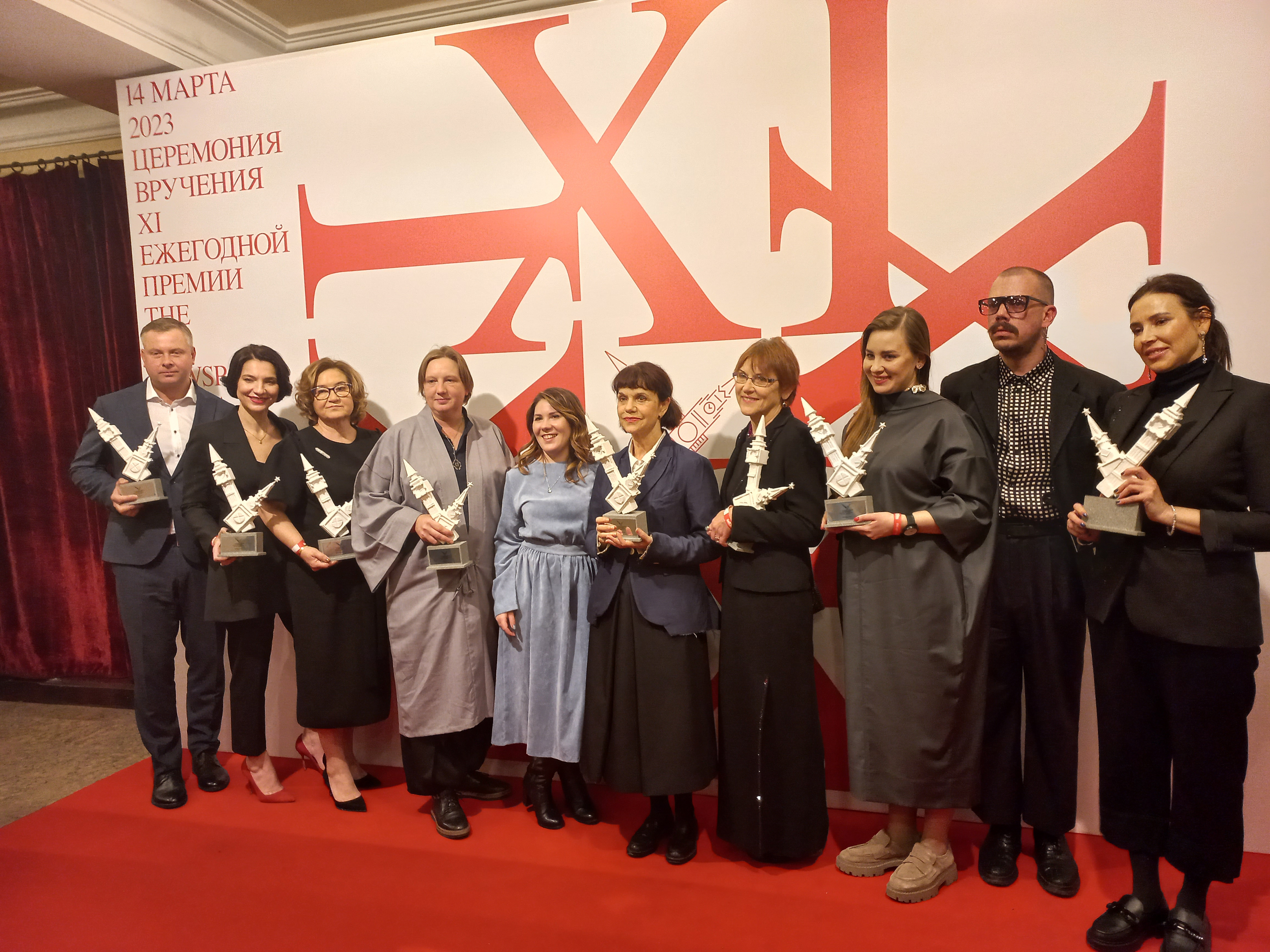
Победители премии The ArtNewspaper Russia в 2023 году: Марина Лошак, Зельфира Трегулова, Елизавета Лихачева и др.

В 2012 году газета стала учредителем ежегодной премии с номинациями «Личный вклад», «Выставка года», «Музей года», «Книга года», «Реставрация года». Первое вручение прошло весной следующего года. Призовая статуэтка выполнена из поролона в виде перекрещивающихся, как стрелки часов Биг-Бена и Спасской башни Кремля, что «подчеркивает синхронизацию России с мировым художественным процессом». Статуэтку изваял художник Сергей «Поролон» Шеховцов. Торжественное вручение премии традиционно проходило в ЦВЗ «Манеж», с 2019 года — в помещении Гостиного двора.
Премия имеет высокую профессиональную репутацию в отрасли. «Короткий список объективно отражает главные музейные события прошедшего года» — пишут «Ведомости». Критерии отбора номинантов и победителей — публичный резонанс и высокий профессиональный уровень тех или иных достижений, пишет ТАСС. Пресса отмечает особенности премии: во-первых, она «не предполагает никаких материальных поощрений — тем самым снимается состязательность в сфере „кто из нас круче“. Во-вторых, из регламента премии напрочь изъята конкурсная компонента: никто не подает заявок (…). Лауреаты выявляются без долгих бюрократических процедур, буквально ткутся из воздуха. В-третьих (и это, пожалуй, наиболее важно), оцениваются не contemporary art и не отдельные авторы, а состояние дел в художественной жизни как таковой». Победителей определяет жюри, состоящее из сотрудников редакции газеты.
|                                                        | «Выставка года» | «Музей года» | «Книга года» | «Реставрация года» | «Личный вклад» |
| ------------------------------------------------------ | --- | --- | --- | --- | --- |
| 2012 год, I премия (вручаются зимой-весной след. года) | «Караваджо. Картины из собраний Италии и Ватикана» (ГМИИ) | Еврейский музей и центр толерантности | «История русского искусства первой трети XIX века» Государственного института искусствознания | Арсенал в Нижнем Новгороде | Дмитрий Аксенов и Сергей Скатерщиков |
| 2013 год, II премия                                    | «Наталия Гончарова. Между Востоком и Западом» (ГТГ) | Мультимедиа Арт Музей Москва (МАММ) | «Русские художники на Венецианской биеннале. 1895—2013» под ред. Николая Молока | Библиотека Алвара Аалто в Выборге | Роман Абрамович и Дарья Жукова |
| 2014 год, III премия                                   | - Победитель: «Золотой век русского авангарда», проект Питера Гринуэя и Саскии Боддеке (Манеж) - Шорт-лист: Основной проект Европейской биеннале современного искусства Manifesta 10 на площадке Эрмитажа - «Post-pop. East meets West» («Постпоп-арт. Встреча Востока и Запада»). Галерея Saatchi, Лондон - Выставочный цикл «Большие надежды» (Манеж) | - Эрмитаж - Музей Фаберже - Музейно-выставочный комплекс Московской области «Новый Иерусалим» | - Книги из совместной издательской программы Музея современного искусства «Гараж» и издательства Ad Marginem - Николай Васильев, Елена Овсянникова. «Архитектура Москвы периода НЭПа и Первой пятилетки. Путеводитель» - «Энциклопедия русского авангарда» в трех томах (четырех книгах). Под редакцией Василия Ракитина и Андрея Сарабьянова | - Фрески Гурия Никитина в Спасо-Преображенском соборе Спасо-Евфимиева монастыря, Суздаль - Здание Центросоюза на Мясницкой в Москве | - Виктор Вексельберг - Алексей Ананьев - Андрей Филатов - Дмитрий Ханкин |
| 2015 год, IV премия                                    | - Победитель: «Валентин Серов. К 150-летию со дня рождения» (ГТГ) - Шорт-лист: «По следам „0,10 — последней футуристической выставки картин“» (Фонд Байелера, Базель, Швейцария) - «Александр Колдер. Ретроспектива. Из собрания Фонда Колдера и других частных коллекций» (ГМИИ) - Лонг-лист: «Скульптуры, которых мы не видим» (Манеж) - III Уральская индустриальная биеннале современного искусства (ГЦСИ) | - Музей современного искусства «Гараж» - Музей АЗ (Музей Анатолия Зверева) - ММСИ - Ельцин центр (Екатеринбург) - Музей Москвы | - Серия «Очерки визуальности». Изд. «Новое литературное обозрение» - «Б. У. Кашкин (1938—2005): Жизнь и творчество уральского панк-скомороха». Сост. А. Шабуров - «Искусство с 1900 года: Модернизм, антимодернизм, постмодернизм» - «Палладио в России: От барокко до модернизма» - «Неофициальное искусство в СССР. 1950—1980-е годы». Сост. А. Флорковская | - Икона «Богоматерь Боголюбская» (Владимиро-Суздальский музей-заповедник) - Кипрские древности из «Берлинской коллекции» (ГМИИ) - Клуб имени И. В. Русакова - Цирк Чинизелли на Фонтанке - Голландское и фламандское искусство XVII—XIX веков (Омский областной музей) | - Стелла Кесаева - Алексей Ананьев - Андрей Филатов - Петр Авен - Екатерина и Владимир Семенихины |
| 2016 год, V премия                                     | - «Шедевры нового искусства. Коллекция Сергея Щукина». Фонд Louis Vuitton, Париж - «Артмоссфера». Международная биеннале уличного искусства (Манеж) - «Roma Aeterna. Шедевры Пинакотеки Ватикана. Беллини, Рафаэль, Караваджо» (ГТГ) - «До востребования. Коллекции русского авангарда из региональных музеев». Еврейский музей и центр толерантности - «Пиранези. До и после. Италия — Россия. XVIII—XXI века» (ГМИИ) | - ММСИ - ГТГ - ИРРИ - Музей русского импрессионизма - Приморский государственный объединённый музей им. В. К. Арсеньева, Владивосток | - «Кузьма Петров-Водкин и его школа (1920—1930-е)». Авт.-сост. И. И. Галеев - «Авангардная музеология». Под ред. А. Жиляева - Шабанов А. «Передвижники: между коммерческим товариществом и художественным движением» - «Анатомия смеха. Английская карикатура XVIII — первой трети XIX века». Автор-сост. В. Успенский; Россомахин А., Успенский В., Хрусталев Д. «Имперский шаг Екатерины: Россия в английской карикатуре XVIII века»; Россомахин А., Успенский В., Хрусталев Д. «Медведи, казаки и русский мороз: Россия в английской карикатуре до и после 1812 года» - Броновицкая А., Малинин Н. Москва. «Архитектура советского модернизма 1955—1991: Путеводитель» | - Рогир ван дер Вейден. «Святой Лука, рисующий Мадонну» (Эрмитаж) - Василий Маслов. Настенная живопись в доме Стройбюро в Королеве. 1930—1931 годы - Фрески церкви Благовещения на Городище в Новгороде - Арсенал в Царском Селе - Фрески Спасо-Преображенской церкви Полоцкого Спасо-Евфросиниевского монастыря | - Благотворительный фонд Владимира Потанина, Ольга Свиблова и группа дарителей за дар в центр Помпиду - Борис Минц - Маргарита Пушкина - Алексей Ананьев - Екатерина и Владимир Семенихины                                           |
| 2017 год, VI премия                                    | - «Цай Гоцян. Октябрь» (ГМИИ) - «Революция. Русское искусство 1917—1932 годов» (Королевская академия художеств, Лондон) - IV Уральская индустриальная биеннале современного искусства. Уральский филиал РОСИЗО — ГЦСИ, Екатеринбург - «Оттепель» (ГТГ) - «Ян Фабр: рыцарь отчаяния — воин красоты» (Эрмитаж) | - ГТГ - ГМИИ - Музей современного искусства «Гараж» - Всероссийский музей декоративно-прикладного и народного искусства - Музей Фаберже | - Розалинд Полли Блейксли, «Русский холст: Живопись в императорской России, 1757—1881» - «Вклад. Художественное наследие Строгановых XVI—XVII веков в музеях Сольвычегодска и Пермского края» - Андрей Хлобыстин. «Шизореволюция: Очерки петербургской культуры второй половины XX века» - Издательство «Барбарис» по совокупности книг, выпущенных в 2017 году - Виктор Пелевин. «iPhuck 10» | - Конклюзия «Апофеоз царствования Анны Иоанновны» (ГИМ) - Фрески церкви Успения Пресвятой Богородицы в Мелётове - Комплекс зданий и сооружений станций Московской окружной железной дороги (1903—1908) - Главное здание усадьбы Ивана Прове - Полотно Вильгельма Котарбинского «Оргия» (ГРМ) | - Алексей Ананьев - Наталия Опалева - Тамаз и Ивета Манашеровы - Леонид Михельсон - Софья и Роман Троценко (с этого года шорт-лист в данной номинации отсутствует)                                                                   |
| 2018 год, VII премия                                   | - «Илья и Эмилия Кабаковы. „В будущее возьмут не всех“» (Тейт Модерн / Эрмитаж / ГТГ) - «Генеральная репетиция. Представление в трех актах. Работы из коллекции V-A-C, MMOMA, Kadist» (ММСИ) - «Русский путь. От Дионисия до Малевича» (Музеи Ватикана) - «Василий Верещагин» (ГТГ) - «Ожившая пьеса императрицы», «Призрак-рыЦАРЬ», «Гипноз пространства. Воображаемая архитектура» (Царицыно) - «Пикассо & Хохлова» (ГМИИ) - «Хранить вечно» (Манеж, Петербург) | - Государственный музей современного искусства — Коллекция Костаки (Салоники, Греция) - Музеи Московского Кремля - Музей истории Витебского народного художественного училища (Витебск, Белоруссия) - ГТГ - ГМИИ - Дом-музей Велимира Хлебникова (Астрахань) - Санкт-Петербургский государственный музей театрального и музыкального искусства             | - Аркадий Ипполитов. «Просто Рим. Образы Италии XXI» - Анна Вяземцева. «Тоталитарное искусство Италии» (М., РИП-Холдинг, 2018) - Ольга Тилкес. «Истории страны Рембрандта» (М., «Новое литературное обозрение», 2018) - Борис Гройс. «В потоке» - Элисон Коул. «Ренессанс в Италии. Жизнь при дворе: искусство, удовольствие, власть» - Анна Чудецкая. «Владимир Вейсберг: от цвета к свету» - Лев Юдин. «Сказать свое…: Дневники. Документы. Письма. Свидетельства современников» | - Дворцово-парковый ансамбль «Ораниенбаум» - «Иоанн Креститель» Донателло, бюст Франческо дель Неро Джулио Маццони (ГМИИ) - Владимир Татлин. «Летатлин». 1929—1932. (ГТГ) - Карл Брюллов. «Портрет Григория, Евгения, Льва и Феофила Гагариных» (Эрмитаж) - «Небо» из часовни Тихвинской иконы Божией Матери в деревне Хвалинская - Особняк Кекушевой на Остоженке, 21 - Утвержденная грамота об избрании на Московское государство Михаила Федоровича Романова (РГБ) | - Наталия Опалева - Михаил Абрамов - Ася Филиппова - Давид Якобашвили - Вагит Алекперов - Алишер Усманов - Леонид Михельсон |
| 2019 год, VIII премия                                  | - «Бессмертие». 5-я Уральская индустриальная биеннале современного искусства - «Авангард. Список № 1. К 100-летию Музея живописной культуры» (ГТГ) - «Ткани Москвы» (Музей Москвы) - «Грядущий мир: экология как новая политика. 2030—2100» (Гараж) - «Забытый русский меценат. Собрание графа Павла Сергеевича Строганова» (Эрмитаж) - «Пора разобраться! Архив Александра Каменского. Художники и критик» (ИРРИ) - «Щукин. Биография коллекции» (ГМИИ) | - ГМИИ им. А. С. Пушкина - ГТГ - ММСИ - Эрмитаж - Государственный музей истории российской литературы им. В. И. Даля - Музейно-выставочный комплекс Московской области «Новый Иерусалим» - Музей современного искусства «Гараж» | - Юрий Аввакумов. «Бумажная архитектура: антология» - Елена Осокина. «Небесная голубизна ангельских одежд: судьба произведений древнерусской живописи, 1920—1930-е годы» - Наталия Семенова. «Михаил и Иван Морозовы. Коллекции» - Стеффен Квернеланн. «Мунк» - Кирилл Светляков. «Комар и Меламид: сокрушители канонов» - Элизабет Уилсон. «Богема: великолепные изгои» - The Village and the Revolution/Деревня и революция | - Государственные регалии и проч. из собрания Музеев Московского Кремля - Музей-усадьба «Архангельское» - Павильон Азербайджана на ВДНХ - Михаил Нестеров. «Святая Русь». 1901—1907 (ГРМ) - Чесменская галерея Большого Гатчинского дворца и дворцовая церковь Кухонного каре Гатчинского дворца; Арсенальный зал Гатчинского дворца - Скульптуры и панно павильона «Грот» в Музее-усадьбе «Кусково» - Особняк Миндовского на Поварской, 44                           | - Владимир Потанин - Шалва Бреус - Елена и Михаил Карисаловы - Владимир Смирнов и Константин Сорокин - Леонид Михельсон - Алишер Усманов - Симон Мраз                                                                                |
| 2020 год, IX премия                                    | - «„Мы храним наши белые сны“. Другой Восток и сверхчувственное познание в русском искусстве. 1905—1969» (Музей современного искусства «Гараж», Москва) - «Ненавсегда. 1968—1985» (Государственная Третьяковская галерея, Москва) - «Чжан Хуань. В пепле истории» (Государственный Эрмитаж, Санкт-Петербург) - «ВХУТЕМАС 100. Школа авангарда» (Музей Москвы, Москва) - «Игорь Макаревич и Елена Елагина. Обратный отсчет» (Московский музей современного искусства, Москва) - «Немосква не за горами» (Центральный выставочный зал «Манеж», Санкт-Петербург) - «ЧА ЩА. Выставка в лесах» (галерея JART, курорт «Пирогово») | - Центральный выставочный зал «Манеж» (Санкт-Петербург) - Музейно-выставочный комплекс Московской области «Новый Иерусалим» (Истра) - Новый музейный квартал (Тула) - Государственная Третьяковская галерея (Москва) - Государственный Эрмитаж (Санкт-Петербург) - Музей Москвы (Москва) - Музей современного искусства «Гараж» (Москва)                   | - Серия книг Наталии Семеновой о коллекционерах: «Сага о Щукиных. Собиратели шедевров», «Братья Морозовы. Коллекционеры, которые не торгуются?», «Илья Остроухов. Гениальный дилетант» («Слово»/Slovo, 2019—2020) - Борис Гройс. «Частные случаи» («Ад Маргинем Пресс», Музей современного искусства «Гараж», 2020) - «Это было навсегда. 68/85» (Государственная Третьяковская галерея, 2020) - Татьяна Горячева. «Теория и практика русского авангарда: Казимир Малевич и его школа» (АСТ, 2020) - Григорий Ревзин. «Как устроен город: 36 эссе по философии урбанистики» (Strelka Press, 2019) - «Русские художники за рубежом. 1970—2010-е». Автор-составитель Зинаида Стародубцева («БуксМАрт», 2020) - «Василий Шухаев: искусство, судьба, наследие». Составители Елена Каменская и Елена Яковлева («БуксМАрт», 2020) | - Северный речной вокзал - Дом Наркомфина - Полотна Федора Рокотова из собрания Исторического музея - Кинотеатр «Художественный» - Фрески виллы Стати-Маттеи, работа школы Рафаэля, из собрания Эрмитажа - Фрески Макарьева Троицкого монастыря в Калязине, из собрания Музея архитектуры им. А. В. Щусева - Церковь Преображения Господня (Кижи) | - Анатолий и Ирина Седых - Максим Боксер - Марат Гельман - Маргарита Пушкина - Марианна Сардарова |
| 2021 год, X премия                                     | - «Бывают странные сближенья». Государственный музей изобразительных искусств им. А. С. Пушкина (Москва) - «Илья Репин (1844—1930). Изображая русскую душу». Пти-пале (Париж) - «Линия Рафаэля. 1520—2020». Государственный Эрмитаж (Санкт-Петербург) - «Альбрехт Дюрер. Шедевры гравюры из собрания Пинакотеки Тозио Мартиненго в Брешии». Государственный исторический музей (Москва) - «Многообразие. Единство. Современное европейское искусство. Берлин, Москва, Париж». Государственная Третьяковская галерея (Москва) - «Охотники за искусством». Музей русского импрессионизма (Москва)                             | - Третьяковская галерея - Мультимедиа Арт Музей, Москва - Нижегородский государственный художественный музей - Государственный исторический музей (Москва) - Государственный историко-художественный музей «Новый Иерусалим» (Истра) - Музей «Полторы комнаты» Иосифа Бродского (Санкт-Петербург) - Музей русского импрессионизма (Москва)                 | - Другие берега. Русское искусство в Нью-Йорке. 1924: Каталог выставки. М.: Музей русского импрессионизма, 2021 - ВХУТЕМАС 100. Школа авангарда: Каталог выставки / Музей Москвы. М.: ABCdesign, 2021 - На районе. Культурная динамика и художественная энергия между центром города и окраинами: Москва и Вена. В 8 т. / Совместный издательский проект Австрийского культурного форума и издательства Artguide Editions. 2020 - Новоженова А. Коробка с карандашами: тексты, рисунки, дизайн. V-A-C Press, 2021. 5 - Русское искусство конца XIX — начала XX века. Модернизм без манифеста. Собрание Романа Бабичева. В 5 т. М., 2017—2022 - Савостьянова М. Дизайн сегодня. М.: Музей современного искусства «Гараж», 2021 - Государственная Третьяковская галерея: каталог собрания. Серия «Древнерусское искусство X—XVII веков. Иконопись XVIII—XX веков». М., 1995-. Т.3: Древнерусская живопись XII—XIII веков. М., 2020 | - Театр Гонзаги в Государственном музее-усадьбе «Архангельское» (Московская область) - Фабрика-кухня завода им. Масленникова (Самара) - Шлем Ярослава Всеволодовича в Оружейной палате (Москва) - Дом культуры «ГЭС-2» (Москва) - Михайловский замок, интерьеры (Санкт-Петербург) - Фасады Казанского собора (Санкт-Петербург) - Фасады особняка Саввы и Зинаиды Морозовых на Спиридоновке (Москва)                                                                   | - Леонид Михельсон - Михаил и Елена Карисаловы - Андрей Малахов - Александр Мечетин - Дмитрий Пумпянский - Марианна Сардарова - Андрей Чеглаков                                                                                      |
| 2022 год, XI премия                                    | - «Настройки-3. Общество частных музыкальных представлений». «ГЭС-2» - I Международная биеннале «Искусство будущего». МАММ - «Между землей и небом». ГМИИ им. А. С. Пушкина - «Виктор Цой. Путь героя». ЦВЗ «Манеж» - «Дивование. Открытие Севера». Каргопольский государственный историко-архитектурный и художественный музей - «Михаил Врубель». Третьяковская галерея - «Эстетика бриколажа. Безымянное искусство». «Фестиваль маргинального искусства». Всероссийский музей декоративного искусства | - Нижегородский государственный художественный музей - Музей русского импрессионизма - Государственный исторический музей - Государственный музей архитектуры им. А. В. Щусева - Санкт-Петербургский государственный музей театрального и музыкального искусства - Центр «Зотов» - Центральный музей древнерусской культуры и искусства им. Андрея Рублева | - Мельников/Melnikoff / МУАР им. А. В. Щусева - М. Брансон. Русские реализмы. Литература и живопись. 1840—1890 - Н. Плунгян. Рождение советской женщины. Работница, крестьянка, летчица, «бывшая» и другие в искусстве 1917—1939 годов - О. Козлова, С. Шехтер. Искусство и флора. От Аканта до Яблони - Э. Люси-Смит, С. Ревякин. Искусство России в новом тысячелетии - И. Сандомирская. Past discontinuous. Фрагменты реставрации - Театрократия. Екатерина II и опера | - Картина Репина «Иван Грозный и сын его Иван 16 ноября 1581 года» - Катальная горка в Ораниенбауме - Памятник Минину и Пожарскому - Колокольня Николаевского собора (Калязин) - Музей народного деревянного зодчества «Витославлицы» - Музей Павла и Сергея Третьяковых - Картины Гогена «Сцены из жизни таитян» и «Таитянские пасторали» | - Марианна Сардарова - Михаил и Елена Карисаловы - Маргарита Пушкина - Софья Троценко - Евгения Казарновская, Андрей Попов, Дмитрий Разумов СПЕЦИАЛЬНЫЙ ПРИЗ - Международный выставочный проект, посвященный С. Щукину и И. Морозову |
| 2023 год, XII премия                                   | - «Первая позиция. Русский балет». Центральный выставочный зал «Манеж» (Санкт-Петербург) - «Выбор Добычиной». Музей русского импрессионизма (Москва) - «Процесс. Франц Кафка и искусство XX века». Еврейский музей и центр толерантности (Москва) - «Алексей Щусев. 150», МУАР - «Дом моделей. Индустрия образов». Музей Москвы - «Салоны Дидро», ГМИИ и Эрмитаж - «Сны Сибири», ГИМ | - Музей современного искусства PERMM - Всероссийский музей декоративного искусства - Центр «Зотов» - Музей AZ - Музей русского импрессионизма - Нижегородский государственный художественный музей - Санкт-Петербургский государственный музей театрального и музыкального искусства                                                                       | - «Художники русской эмиграции в Америке». М.: Искусство — XXI век, 2023 - «Дар Костаки». М., ГТГ, 2023 - «История российского дизайна. Избранное. 1917—2022». М.: Московский музей дизайна, 2022 - Миша Бастер. «Типа панки. Опыты индивидуализма и неподчинения в СССР» АСТ, 2023 - Михаил Бирюков. «Мстёрский ковчег. Из истории художественной жизни 1920-х годов». Гараж, 2023 - Каталог выставки «Логос: голос конструктивизма» в Центре «Зотов» - Шурыгина Ольга, Печенкин Илья. «Иван Жолтовский». В 2 кн. | - Московский дворец пионеров на Воробьевых горах. 1962. Москва - Майоликовое панно Исидора Фрих-Хара «Праздник». 1937. Екатеринбург - Храм Покрова в Филях. 1693—1694. Москва - «Ограда Врубеля», 1900-е, Центральная клиническая психиатрическая больница им. Ф. А. Усольцева - Павильон «Эрмитаж», Петергоф - Картина Василия Сурикова «Степан Разин» - Фрески Успенского собора Московского Кремля                                                                 | - Софья и Роман Троценко - Марина Бондарева - Василий Бычков - Дмитрий Разумов - Маргарита Пушкина - Ася Филиппова - Андрей Чеглаков                                                                                                 |